# Sirdal

Vest-Agder megye elhelyezkedése Norvégiában.

Sirdal község elhelyezkedése Vest-Agder megyében.

Sirdal község címere.

Sirdal község Norvégia déli Sørlandet földrajzi régiójában, Vest-Agder megye legészakibb völgyeiben.
Közigazgatási központja a keskeny, hosszú Siredalsvatn tó északi végénél fekvő Tonstad falu. Másik jelentős települése a sícentrum Bjørnestad falu.
Sirdal területe 1555 km², az ország déli részében a nagy községek közé tartozik. Népessége azonban mindössze 1757 fő (2008. január 1-jén).
Sirdal község 1949-ben jött létre, amikor kivált az egykori Bakke községből. 1905-ben Tonstad és Øvre Sirdal községekre bontották szét, de ezek 1960-ban újra egyesültek.

## Külső hivatkozások
- Sirdal község honlapja (norvégül)
- Sirdal térképe
- Sirdali Hegyi Múzeum